# Kaoru Ikeya
Kaoru Ikeya (池谷薫; 30 novembre 1943) è un astronomo amatoriale giapponese.

## Scoperte
Ikeya ha scoperto o coscoperto sette comete e due supernove. In ordine cronologico di scoperta:
| Tipo di oggetto | Denominazione                                                       | Anno della scoperta | Coscopritori                                          | Fonti |
| --------------- | ------------------------------------------------------------------- | ------------------- | ----------------------------------------------------- | ----- |
| cometa          | C/1963 A1 Ikeya                                                     | 1963                | -                                                     |       |
| cometa          | C/1964 N1 Ikeya                                                     | 1964                | -                                                     |       |
| cometa          | C/1965 S1 Ikeya-Seki, più conosciuta come la grande cometa del 1965 | 1965                | Tsutomu Seki                                          |       |
| cometa          | C/1966 R1 Ikeya-Everhart                                            | 1966                | Edgar Everhart                                        |       |
| cometa          | C/1967 Y1 Ikeya-Seki                                                | 1967                | Tsutomu Seki                                          |       |
| supernova       | 1984R                                                               | 1984                | -                                                     | [ 1 ] |
| supernova       | 1988A                                                               | 1988                | Robert Owen Evans, Christian Pollas, Shingo Horiguchi | [ 2 ] |
| cometa          | 153P/Ikeya-Zhang                                                    | 2002                | Zhang Daqing                                          | [ 3 ] |
| cometa          | 332P/Ikeya-Murakami                                                 | 2010                | Shigeki Murakami                                      | [ 4 ] |

## Riconoscimenti
L'asteroide 4037 Ikeya è stato così denominato in suo onore. Nel 1989 ha ricevuto il Supernova Award della AAVSO. Gli è stato assegnato l'Edgar Wilson Award nel 2002 per la coscoperta della cometa 153P/Ikeya-Zhang e nel 2011 per la coscoperta della 332P/Ikeya-Murakami .